# Chrysorabdia bivitta
Chrysorabdia bivitta là một loài bướm đêm thuộc phân họ Arctiinae, họ Erebidae.